# Pycnostega leucochora
Pycnostega leucochora är en fjärilsart som beskrevs av Louis Beethoven Prout 1922. Pycnostega leucochora ingår i släktet Pycnostega och familjen mätare. Inga underarter finns listade.